# Tequisquiapan
Tequisquiapan là một đô thị thuộc bang Querétaro, México. Năm 2005, dân số của đô thị này là 54929 người.